# Тургенев, Иван Петрович
Ива́́н Петро́вич Турге́нев (1752—1807) — директор Московского университета (1796—1803), мартинист из кружка Николая Ивановича Новикова. Отец знаменитых братьев Тургеневых — Андрея, Александра и Николая. Действительный тайный советник.

## Биография
Сын богатого помещика, секунд-майора Петра Андреевича Тургенева от брака с Анной Петровной Окоёмовой. В 1767 году зачислен в Санкт-Петербургский пехотный полк сержантом. Находясь в Москве, до 1770 года учился в университетской гимназии одновременно с Михаилом Никитичем Муравьёвым. В 1771 году произведён в прапорщики и назначен в Борисоглебский драгунский полк, стоявший в Полтаве, а затем в Крыму. Участник русско-турецкой войны 1768—1774 годов. Произведён в поручики в 1773 году, назначен старшим адъютантом к князю Прозоровскому.
В 1777 году по ходатайству графа Румянцева произведён в секунд-майоры. В 1779 году назначен адъютантом к графу Захару Григорьевичу Чернышёву. В 1784 году получил чин полковника и переведён в Ярославский пехотный полк. В 1789 году уволен со службы в чине бригадира.
Был дружен с Николаем Ивановичем Новиковым и вскоре стал ревностным членом «Дружеского учёного общества», основанного в 1782 году, преобразованного затем в Типографическую компанию. Вступил в масонские общества и был деятельным масоном, за что был сослан на жительство в родовое имение Тургенево в 1792 году, в разгар гонений на Новикова и его единомышленников. В 1784 году создал в Симбирске масонскую ложу «Златой венец».
С восшествием на престол Павла I возвращён из ссылки, в 1796 году получил чин действительного статского советника и назначен директором Императорского Московского университета. М. П. Третьяков вспоминал, что «Тургенев, начальствуя над университетом семь лет, был один из самых добрых и справедливых начальников». Тургенев способствовал развитию гуманитарных и естественных наук в университете, поощрял литературные занятия воспитанников, хлопотал о стажировке за границей наиболее талантливых.
Вступив в должность директора, Тургенев добился ежегодных субсидий университету на капитальное строительство в течение 10 лет, вёл переговоры о приобретении для университета соседнего дома Пашковых. Пригласил (1801) профессора Христиана Августовича фон Шлёцера на кафедру естественного права и политики. При Тургеневе возобновились заграничные стажировки выпускников. Поощрял литературные упражнения молодёжи, способствовал организации «Собрания воспитанников университетского Благородного пансиона». В семье Тургеневых университетская молодёжь встречалась с известными московскими литераторами.
Уволен из Московского университета в связи с университетской реформой, по которой университет из ведения Сената переходил в Министерство народного просвещения, а должность директора университета упразднялась.
По свидетельству Ивана Владимировича Лопухина, Тургенев — автор рассуждения на французском языке (опубликовано в переводе В. Протопопова) «Кто может быть добрым гражданином и верным подданным». Другое его оригинальное сочинение — «Некоторое подражание песням Давидовым». Он также перевёл ряд мистических трактатов, как то:
- «Познай самого себя» Джона Мейсона[англ.] (1783)
- «Об истинном христианстве» Иоганна Арндта;
- «Апология, или Защищение ордена Вольных каменщиков» (1784).

## Семья
Жена (с 18 января 1779 года) — Екатерина Семёновна Качалова (1755—27.11.1824), дочь полковника второго мушкетёрского полка Семёна Гавриловича Качалова, её сестра Мария была женой саратовского губернатора Ильи Гавриловича Нефедьева. Семейная жизнь Тургеневых сложилась не совсем удачно. Госпожа Тургенева не была единомышленником и духовно близким человеком мужу. Судя по воспоминаниям сыновей, атмосфера в семье часто была накалена Екатериной Семёновной. Она отличалась властолюбием и суровым отношением к крепостным и не останавливалась перед применением телесных наказаний. Надолго пережив мужа, умерла в 1824 году. Похоронена в Пешношском монастыре Дмитриевского уезда Московской губернии. В браке родились пять сыновей:
- Иван Иванович (ум. в младенчестве)
- Андрей Иванович (1781—1803), русский поэт и переводчик.
- Александр Иванович (1784—1845), русский историк, тайный советник.
- Николай Иванович (1789—1871), русский экономист и публицист, активный участник движения декабристов (осуждён заочно).
- Сергей Иванович (1792—1827), советник посольства в Константинополе, после событий 1825 года тяжело заболел и скончался в Париже; оставил дневник.

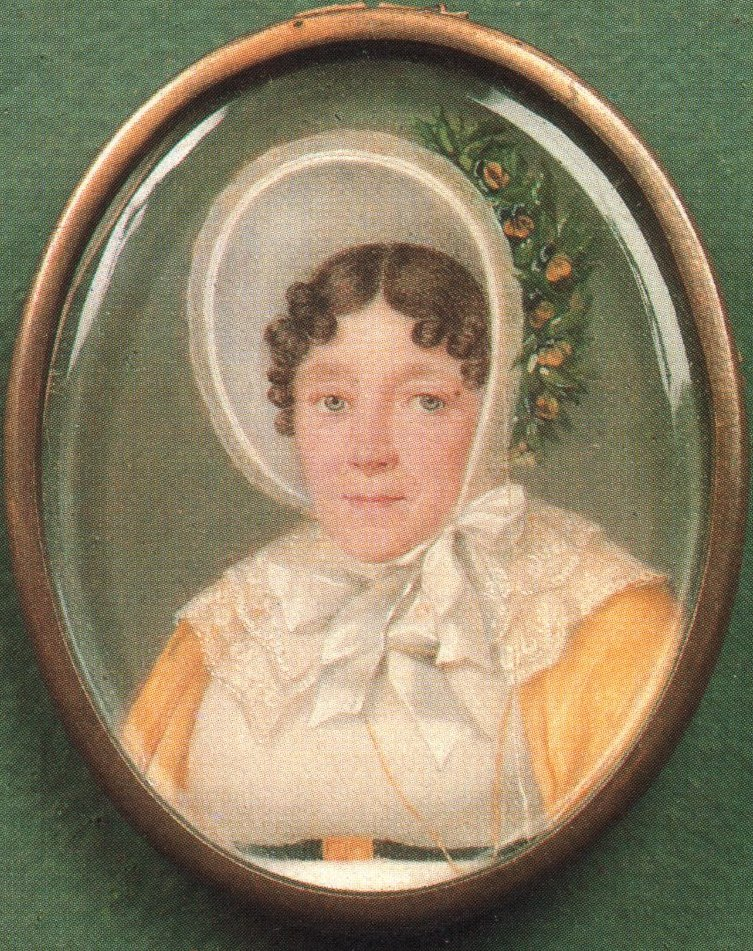
Екатерина Семёновна Тургенева на портрете работы Андре-Леона Ларю
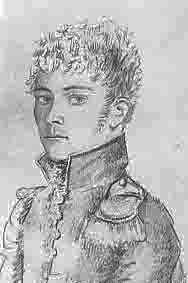
Андрей Иванович
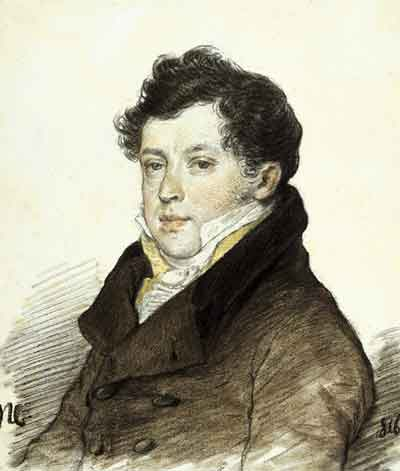
Александр Иванович
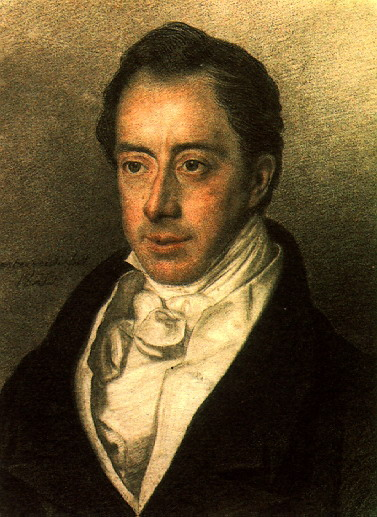
Николай Иванович
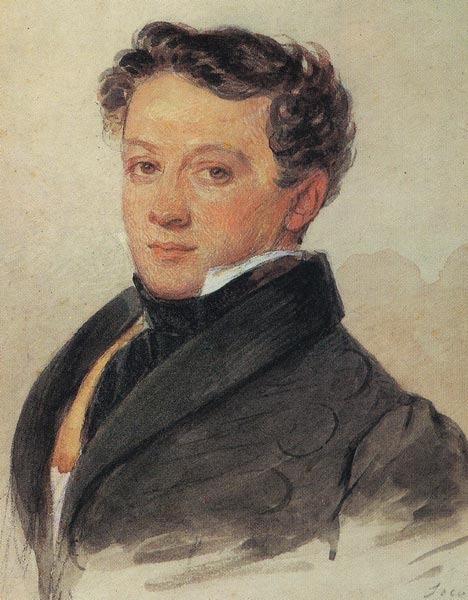
Сергей Иванович